# Henri Treial
Henri Treial (ur. 28 maja 1992 w Võru) – estoński siatkarz, grający na pozycji środkowego. 

## Sukcesy klubowe
Liga bałtycka:
- 2015
- 2014
- 2025[5]

Mistrzostwo Estonii:
- 2014
- 2015, 2025[6]

Mistrzostwo Czech:
- 2018

Mistrzostwo Belgii:
- 2024[7]
- 2023[8]
- 2022

Superpuchar Belgii:
- 2023[9]

Puchar Belgii:
- 2024[10]

## Nagrody indywidualne
- 2014: Najlepszy siatkarz w Estonii
- 2015: Najlepszy blokujący Schenker League w sezonie 2014/2015